# Xavier Pollard
Xavier Tevin Pollard (Bronx, 20 dicembre 1991) è un cestista statunitense.

## Palmarès

### Club
- Coppa di Lega svizzera: 1

Friborgo: 2020

### Individuale
- MVP Coppa di Lega svizzera: 1

2020